# 増本一彦
増本 一彦（ますもと かずひこ、1936年5月9日 - 2022年2月6日）は、日本の弁護士、政治家。元衆議院議員（日本共産党公認）。日本共産党神奈川県後援会代表委員。

## 来歴
神奈川県藤沢市出身。中央大学卒業後、弁護士を開業。日本共産党神奈川県委員や同県憲法会議幹事長を経て、1972年の第33回衆議院議員総選挙に旧神奈川県第3区から立候補し初当選を果たす。当選1回。
政界を引退した後は、現役の弁護士（横浜弁護士会所属）として、消費税をなくす会の常任世話人などを務めた。
2022年2月6日、胆管がんのため、鎌倉市内の病院で死去。85歳没。